# Wilma Holmqvist
Wilma Holmqvist, född 21 augusti 1998 i Trollhättan, är en svensk bloggare och youtubare. Hon har tillsammans med sin bror Youtube-kanalen Wilma & Emil med över 200 000 prenumeranter.

## Biografi
Holmqvist växte upp i Trollhättan med sina föräldrar och storebror. Under tredje året på gymnasiet flyttade hon till Stockholm. I huvudstaden bor även hennes bror Emil Holmqvist, som hon har Youtube-kanalen och företaget tillsammans med.
Wilma Holmqvist har tidigare varit i relation med artisten Anton Hagman. De träffades på ett event i september 2016 och började dejta efter en tid. De gick ut offentligt med sin relation några månader senare när Hagman var med i Melodifestivalen 2017 och har varit väldigt öppna med sin relation på bland annat Youtube. Sommaren 2018 bekräftade Holmqvist i en video på sin kanal att de två gjort slut.

## Karriär
År 2012 lanserade Wilma sin Youtube-kanal och blev känd under namnet WilmasBeauty. Kanalen handlade framför allt om smink till en början som blandades med lite mer personliga videos. Med tiden har kanalen blivit allt mer personlig och sommaren 2018 berättade Wilma att hon ändrat kanalens namn till Wilma Holmqvist istället.
År 2016 lanserade Wilma, tillsammans med sin bror Emil, ett gemensamt företag som erbjuder veganska sminkborstar och cruelty free smink. Vid lanseringen släpptes även en klädkollektion. Det var även tillsammans med sin bror Emil, som Wilma, 2018 blev nominerade och vann priset Årets entreprenör i Guldtuben 2018.

## Priser och utmärkelser
| År   | Pris                         | Resultat | Ref   |
| ---- | ---------------------------- | -------- | ----- |
| 2018 | Guldtuben: Årets entreprenör | Vann     | [ 5 ] |